# أل اكينز
أل اكينز (بالإنجليزية: Al Akins)‏ هو لاعب كرة قدم أمريكية أمريكي، ولد في 13 يونيو 1921 في سبوكين في الولايات المتحدة، وتوفي في 29 أغسطس 1995 في رينو في الولايات المتحدة.

## وصلات خارجية
- أل اكينز على موقع مرجع كرة القدم المحترفة.كوم (الإنجليزية)